# Poet

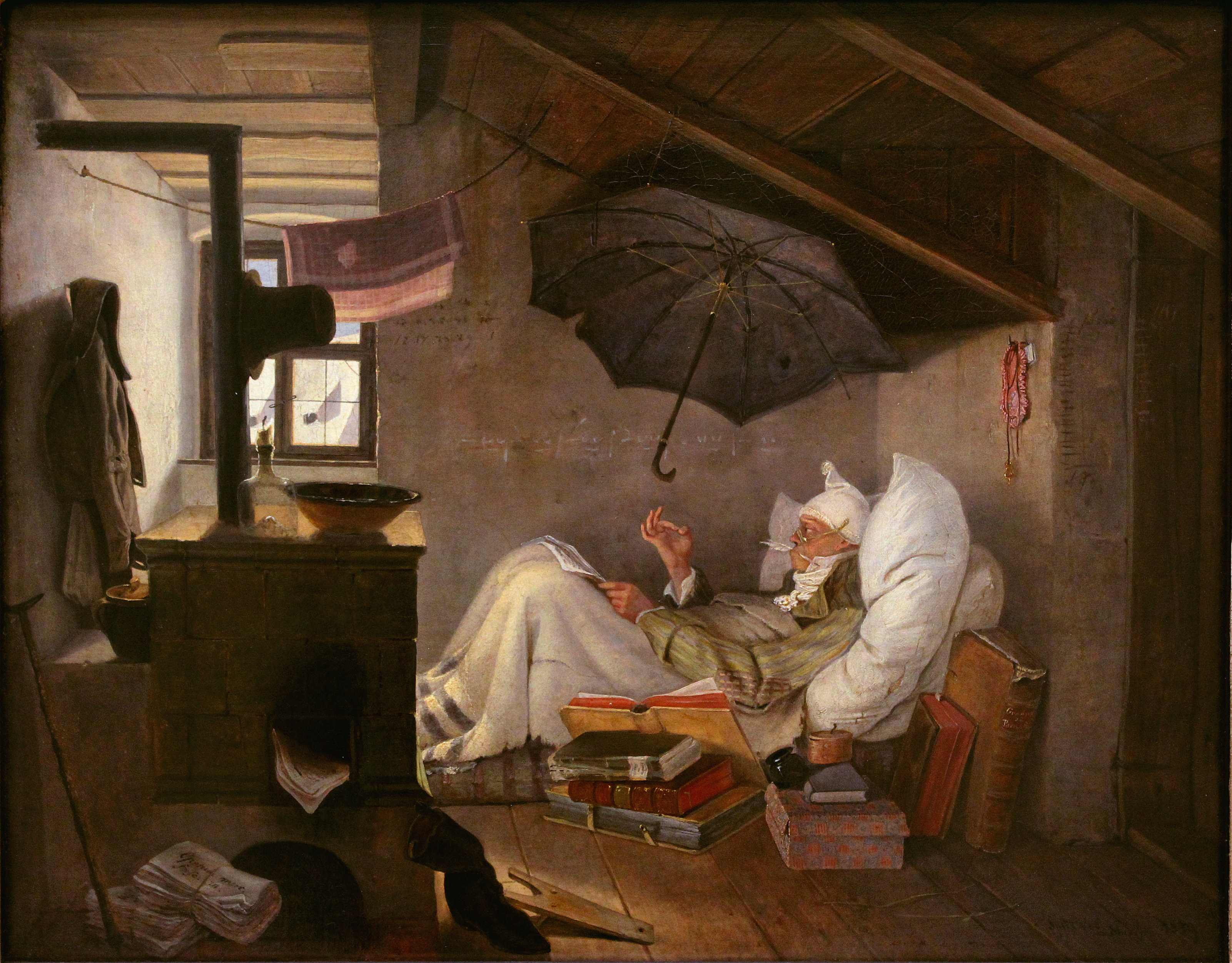
Carl Spitzweg: Der arme Poet (1839)

Als Poet bezeichnete man einen Verfasser von poetischen Texten bzw. Gedichten. Der Begriff wurde bis zum Ende des 19. Jahrhunderts meist synonym zu „Dichter“ gebraucht und in diesem Zusammenhang gelegentlich auch für „Schriftsteller“ oder „Autor“ allgemein verwendet. Heute gilt der Begriff als veraltet und wird, wenn überhaupt, meist scherzhaft oder ironisch verwendet; die zeitgemäße Bezeichnung ist Lyriker bzw. Lyrikerin.

## Etymologie
Etymologisch stammt das Wort vom lateinischen Poeta ab, mit dem man den Verfasser sprachlicher Kunstwerke bezeichnete. Das lateinische Wort ist seinerseits aus dem Griechischen entlehnt: Poietes (ποιητής) bezeichnete dort wörtlich den Hersteller, den Autor. Das Verb poiein (ποιείν) hatte die Bedeutungen von herstellen, komponieren.
Bis ins 18. Jahrhundert hinein blieb der Poet der Autor von Poesie, seltener von Romanen. Der „Opern-Poet“ war in diesem Begriffsspektrum der Autor von Opern – der heutige Librettist, im Sprachgebrauch des 17. und 18. Jahrhunderts durchaus der für die Oper (und oft deren Inszenierung) primär Verantwortliche. Im Zuge der Differenzierung zwischen dem alten, der Trivialisierung überlassenen Markt der Belletristik und dem neuen Markt „hoher“, d. h. anspruchsvoller, kritikwürdiger Literatur setzte sich in der zweiten Hälfte des 18. Jahrhunderts ein alternatives Sprechen von „Dichtern“ gegenüber Autoren von Trivial- und Gebrauchsliteratur durch. Im Biedermeier wurde „Poet“ daraufhin zur karikierenden Bezeichnung für den gescheiterten Dichter (vgl. Carl Spitzwegs wirkungsmächtiges Bild Der arme Poet); der Dichter war ihm gegenüber der von der Nation gefeierte Verfasser großer Werke. Diese Entwicklung vollzog sich zeitlich verschoben und weniger radikal auch in anderen europäischen Sprachen, die den „Poeten“ als den Verfasser lyrischer, spezifisch als Sprachkunst zu würdigender Werke nach wie vor im Begriffsinventar führen.

## Gegenwart
Eine Renaissance mit allerdings verschobener Bedeutung erlebt der Terminus „Poet“ seit der Jahrtausendwende durch die verschiedentliche Übernahme des englischen Begriffs poet ins Deutsche, wobei sich die englische Bedeutung von poet (Lyriker) mit der des historischen deutschen Begriffs überlagert, mit teilweise ironischem Akzent – etwa in Neologismen wie Surfpoeten oder in Kunstnamen wie Poetenladen.